# Roma in Tsjechië
Met Roma in Tsjechië (Tsjechisch: Romové v Česku) worden in Tsjechië wonende etnische Roma, of Tsjechen van Romani afkomst, aangeduid. In Tsjechië worden de Roma meestal Cikáni genoemd, een exoniem dat voor sommige Roma als pejoratief geldt. Het endoniem voor Roma is Romové. 
Bij de meest recente volkstelling van Tsjechië van 2011 werden zo'n 13.150 Roma geregistreerd,  hetgeen 0,1% van de bevolking was. De Raad van Europa schatte het aantal Roma echter op ongeveer 250.000 personen (1,93% van de bevolking).

## Geschiedenis
Tijdens de Duitse bezetting van Tsjecho-Slowakije in de Tweede Wereldoorlog werden Romani systematisch uitgeroeid door de mobiele moordeenheden van de nazi's en in concentratiekampen zoals Lety, Hodonín en Auschwitz. Bijna 90% van de Tsjechische Roma werden tijdens de oorlog gedood. De meeste Roma in het naoorlogse Tsjechië zijn immigranten uit Slowakije of Hongarije en hun nakomelingen. 

## Demografie

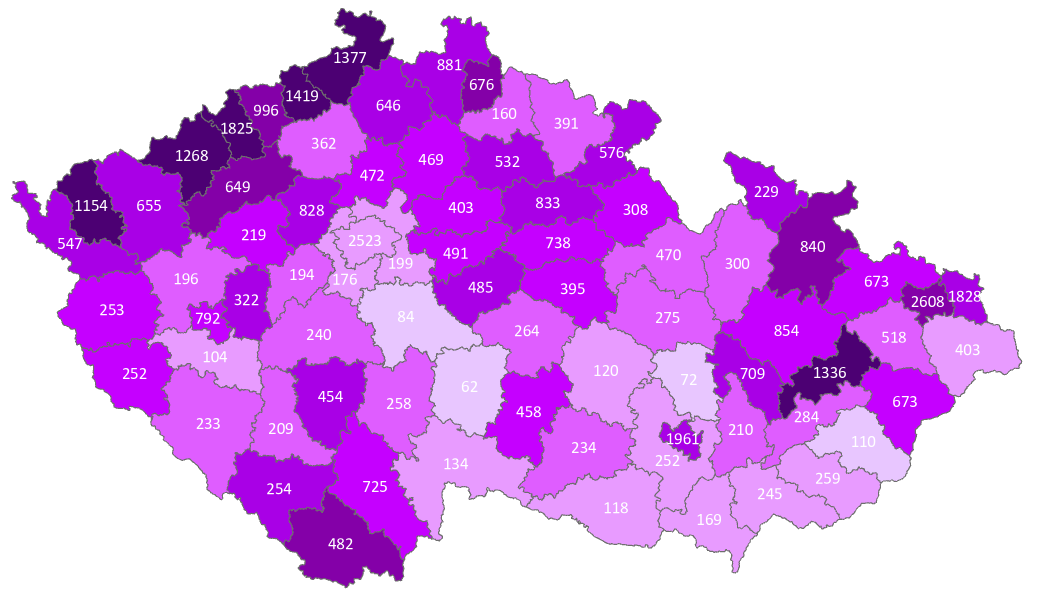
Het absolute aantal Roma per district (‘okres’) in 2011

In de volkstelling van 2001 identificeerden 11.746 mensen zich met de “Romani nationaliteit”, oftewel 0,1% van de bevolking. Volgens de telling van 2011 bedroeg het aantal Roma 13.150 personen, oftewel 0,2% van het totale aantal dat een nationaliteit rapporteerde. Van deze 13.150 ondervraagden gaven 5.199 enkel de Roma-nationaliteit op, terwijl de overige 7.951 personen de Roma-nationaliteit in combinatie met een andere nationaliteit vermeldden, bijvoorbeeld Roma en Tsjechisch of Roma en Moravisch. Het Romani werd in 2011 door 40.370 ondervraagden gesproken, oftewel 0,4% van de Tsjechische bevolking.

## Bekende personen
- Elena Gorolová (1969), activiste
- Monika Bagárová (1994), zangeres